# Oruza mira
Oruza mira là một loài bướm đêm trong họ Erebidae.